# Djebala
Djebala (în arabă جبالة) este o comună din provincia Tlemcen, Algeria.
Populația comunei este de 8.369 de locuitori (2008).